# John Hutchison

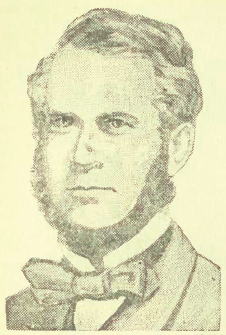
John Hutchison

John Hutchison (* 1817; † 1859 oder 1860 in Toronto, Ontario) war ein kanadischer Politiker und 13. Bürgermeister von Toronto. Hutchison war in den Jahren 1852, 1853–1856 Stadtrat von Toronto und wurde durch den Rat für die Zeit von Januar 1857 bis Januar 1858 zum Bürgermeister berufen. Nach dieser Amtszeit schied er als aktiver Politiker aus. Hutchison war Lebensmittelhändler und führte sein Geschäft in der Front Street in der Nähe der Church Street.